# Araeopidius monachus
Araeopidius monachus là một loài bọ cánh cứng trong họ Ptilodactylidae. Loài này được LeConte miêu tả khoa học năm 1874.